# Roberto L. Blanco Valdés
Roberto L. Blanco Valdés (La Estrada, 1957) es un constitucionalista  y analista político español. Es catedrático de la Universidad de Santiago de Compostela.

## Biografía
Nació el 7 de noviembre de 1957, en la localidad pontevedresa de La Estrada, Galicia. Es hijo de Mario Blanco Fuentes, antiguo diputado provincial y alcalde de La Estrada.  Es catedrático de Derecho Constitucional de la Universidad de Santiago de Compostela. Es autor de libros sobre constitucionalismo, federalismo y el encaje político de las distintas regiones de España, país cuya organización territorial coincidiría según él con la de un Estado federal «en todo menos en el nombre». También escribe artículos de opinión sobre política para el diario La Voz de Galicia y colabora en V Televisión.

## Obra
Es autor de monografías como:
- Rey, Cortes y fuerza armada en los orígenes del Estado liberal (1808-1823) (Siglo XXI, 1988)
- La ordenación constitucional de la defensa (Tecnos, 1988)
- Los partidos políticos (Tecnos, 1990).[7]
- El valor de la Constitución (Alianza Editorial, 1994).[8]
- Introducción a la Constitución de 1978 (Alianza Editorial, 1998).
- Las conexiones políticas: partidos, estado, sociedad (Alianza Editorial, 2001).[9]
- La Constitución de 1978 (Alianza Editorial, 2003).
- Nacionalidades históricas y regiones sin historia (Alianza Editorial, 2005).[10]
- La construcción de la autonomía gallega.1981-2007 (EGAP, 2008)
- La aflicción de los patriotas (Alianza Editorial, 2008)
- La construcción de la libertad. Apuntes para una historia del constitucionalismo europeo (Alianza Editorial, 2010).[11]
- Los rostros del federalismo (Alianza Editorial , 2012).[12]
- El laberinto territorial español. Del cantón de Cartagena al secesionismo catalán (Alianza Editorial, 2014).[13]
- Luz tras las tinieblas. Vindicación de la España constitucional (Alianza Editorial, 2018).[14]
- I partiti politici. Teoria e disciplina(coautor, con Salvatore Bonfiglio y Gabrielle Maestri) (CEDAM y Wolters Kluwer, 2022)